# Zettlarsgrüner Bach
Der Zettlarsgrüner Bach ist ein rechter Zufluss des Kuhbachs im Bösenbrunner Ortsteil Zettlarsgrün im Vogtlandkreis im Freistaat Sachsen.

## Verlauf
Der Zettlarsgrüner Bach entspringt etwa 200 m östlich des Ortsrandes von Zettlarsgrün auf etwa 508 m ü. NHN in einer weiten Wiesenfläche und fließt westwärts auf den Ort zu. Dabei passiert er nach wenigen Dutzend Metern einen rechtsseits liegenden Teich, wonach eine Gehölzgalerie am Ufer einsetzt. In Zettlarsgrün liegt ein weiterer Teich links am Ufer.
Hiernach folgt er der westwärts aus der Ortschaft herausführenden Dorfstraße, von der ihn eine Baumreihe trennt. Schließlich kehrt er sich für seinen letzten Viertelkilometer von der Straße ab nach Nordwesten. Nunmehr grenzt linksseits Wiese und rechtsseits Wald ans Ufer, an dessen Rand ihm ein Wirtschaftsweg folgt. Schließlich fließt er auf etwa 480 m ü. NHN von rechts in den von Süden heranziehenden Kuhbach ein, dessen Oberlauf bis dorthin kürzer als der Zettlarsgrüner Bach ist.
Der Zettlarsgrüner Bach mündet nach rund 1,2 km langem Lauf mit mittlerem Sohlgefälle von etwa 23 ‰ etwa 28 Höhenmeter unterhalb seines Ursprungs.